# Equus lambei
Equus lambei (conosciuto anche come cavallo selvaggio dello Yukon) è una specie estinta del genere Equus che visse in Nord America fino a 10.000 anni fa.
Lontano antenato del cavallo di Przewaski questa specie estinta è conosciuta per i resti di una carcassa esposta presso il centro operativo di Whitehorse, nello Yukon.

## Storia naturale
Insieme al bisonte delle steppe, al mammut lanoso e al caribù, l'Equus lambei è stata una delle specie più comuni di mammiferi che si diffuse dallo Yukon alla Beringia. Questa specie è nota per una carcassa parziale scoperta nel 1993, che la datazione al radiocarbonio fa risalire a 26.280 ± 210 anni fa.